# Luis de Salazar y Castro
Luis Bartolomé de Salazar y Castro (Valladolid, 4 de setembre de 1658 - Madrid, 1734), anomenat per alguns el príncep dels genealogistes, és un dels més citats cronistes espanyols. La col·lecció de documents que va reunir al llarg de la seva vida, conservada a la Reial Acadèmia de la Història d'Espanya, és una de les fonts bàsiques per a la recerca dels llinatges ibèrics.

## Biografia
La seva data de natalici és molt discutida, perquè es conserven dues partides de naixement amb els mateixos pares, una a Pancorbo, província de Burgos, on els seus pares seguien un plet, del 17 de novembre de 1657, i una altra del 4 de setembre de 1658 a Valladolid; que el primer plançó morís en la primera infància i li volguessin posar el mateix nom al plançó següent costa poc de creure i existeixen precedents similars, així que pot considerar-se que nasqués realment el 4 de setembre de 1658 a Valladolid, però en el si d'una família hidalga de Burgos.
El 1686 va obtenir l'hàbit de cavaller de l'Ordre de Calatrava, de la qual n'arribaria a ser comendador de Zorita dels Cans i procurador. El 1689 el rei Carles II li va atorgar la successió del càrrec de Cronista General d'Espanya i Índies, a càrrec de la Biblioteca Reial, els que va exercir des de 1697 fins a la seva mort el 1734. La seva casa va ser el centre intel·lectual dels nobles de la cort de Felip V.
Va escriure més de trenta obres sobre heràldica i genealogia, entre les quals destaquen:
- Catàleg historial genealògic de la Casa de Fernán Núñez de 1682;
- Història genealògica de la Casa de Silva, dos volums acabats en 1685;
- Història genealògica de la Casa de Lara, quatre volums redactats entre 1694 i 1697;
- Índex de les glòries de la Casa Farnese de 1716.

La seva obra sobre la Casa de Lara és una referència indispensable per a l'estudi dels antecedents d'aquests poderosos nobles espanyols.